# Gaëtan Coucke
Gaëtan Coucke (Tongeren, 3 de noviembre de 1998) es un futbolista belga que juega en la demarcación de portero para la U. C. Sampdoria de la Serie B.

## Biografía
Tras empezar a formarse como futbolista con el K. R. C. Genk durante diez años, finalmente se marchó cedido al Lommel SK en la temporada 2018-19, haciendo su debut el 3 de agosto de 2018 en la primera jornada de la Segunda División de Bélgica contra el Royale Union Saint-Gilloise, encuentro que finalizó con un resultado de 1-0 a favor del conjunto de Lommel. En julio de 2019 volvió al K. R. C. Genk, con el que ganó la Supercopa de Bélgica de ese mismo año. Tras solo una temporada en el primer equipo, el 30 de junio de 2020 se marchó al K. V. Mechelen para las siguientes tres temporadas con opción a una cuarta. Pasados esos cuatro años quedó libre al no renovar su contrato y fichó por el Al-Orobah F. C. saudí. Allí permaneció una campaña y en agosto de 2025 se unió a la U. C. Sampdoria hasta junio de 2027.

## Clubes
| Club               | País           | Año       | Partidos | Goles |
| ------------------ | -------------- | --------- | -------- | ----- |
| Lommel SK (cedido) | Bélgica        | 2018-2019 | 34       | 0     |
| K. R. C. Genk      | Bélgica        | 2019-2020 | 23       | 0     |
| K. V. Mechelen     | Bélgica        | 2020-2024 | 124      | 0     |
| Al-Orobah F. C.    | Arabia Saudita | 2024-2025 | 33       | 0     |
| U. C. Sampdoria    | Italia         | 2025-     |          |       |

## Palmarés

### Campeonatos nacionales
| Título               | Club          | País    | Año  |
| -------------------- | ------------- | ------- | ---- |
| Supercopa de Bélgica | K. R. C. Genk | Bélgica | 2019 |